# Nikolaj Grandjean
Nikolaj Grandjean (1973) er en sanger, sangskriver og musikproducer fra København, Danmark. 

## Liv og karriere
Han var fra 2000 til 2006 medlem af gruppen Luke, der udgav 3 albums “Luke” (2003), “Nurse and Amaze” (2005) og “Guaratiba” (2006). 
I 2008 udiver Grandjean, under navnet n*grandjean, første soloalbum Carrying Stars. I 2011 udgav han Fairly Young og 2012 Rivers and Oceans. 
Grandjeans musik har hittet især i Brasilien og Portugal med singlen Heroes and Saints (2008). 
Hans sang "Shift to reverse" (2008) blev anvendt i Showtime-serien House of Lies (2012).
Grandjean har et årelangt musikalsk partnerskab med Mikkel Lomborg, kendt som børne tv værten Hr. Skæg, med hvem han skrev og producerede musikken til Skæg Med Bogstaver.
I 2013 begyndte Grandjean det eksperimenterende projekt "Dobbeltsyn" i samarbejde med den Danske rapper og producer kendt under kunstnernavnet Machacha. Deres første album forventes at være ude i 2014.[kilde mangler]
I 2013 fangede Grandjeans nye optagelser interessen hos Tyske label Embassy of Music. Hans nye album "Together" blev udgivet d. 2 maj i 2014..

## Diskografi
- 2008 - "Carrying stars" (som n*grandjean)
- 2009 - "Love Rocks EP" (som n*grandjean)
- 2009 - "Wake Up EP" (som n*grandjean)
- 2010 - “Skæg med Bogstaver”
- 2011 - “Fairly young” (som n*grandjean)
- 2012 - “Rivers and oceans” (som n*grandjean)
- 2014 - “Together” (som Grandjean)